# Honjō Shigeru

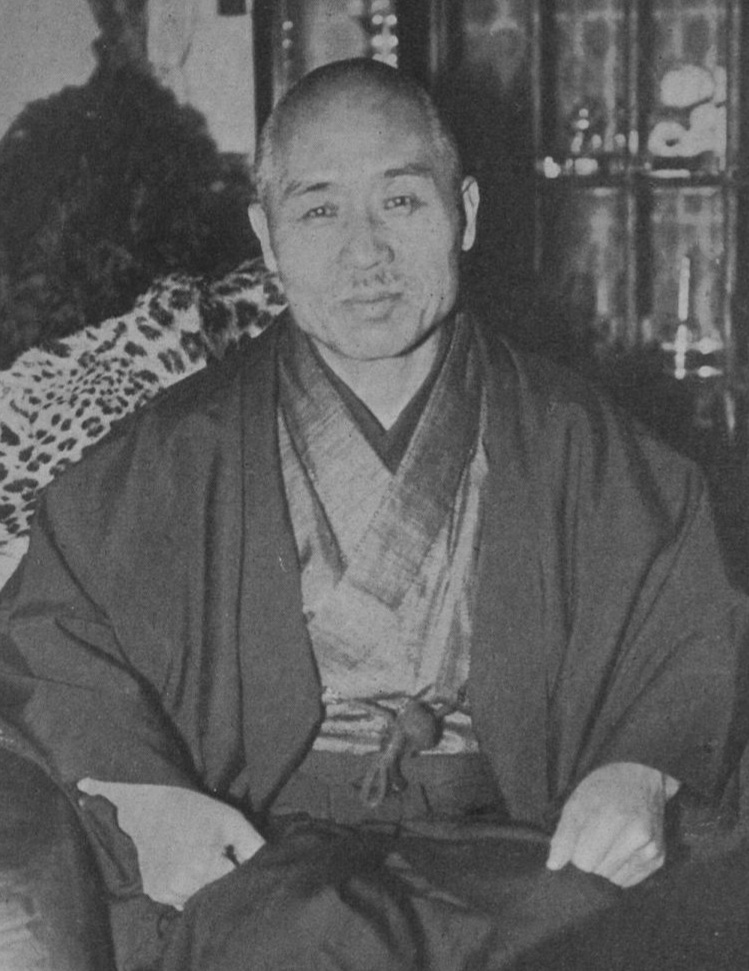
Honjō Shigeru

Baron Honjō Shigeru (jap. 本庄 繁; * 10. Mai 1876 in der Präfektur Hyōgo, Japan; † 30. November 1945) war ein General der Kaiserlich Japanischen Armee und einer der bekanntesten Verfechter der Ideen Araki Sadaos.

## Leben
Honjō wurde 1876 in eine Bauernfamilie in der Präfektur Hyōgo geboren und besuchte bereits in seiner Jugend Militärische Grundschulen. 1897 schloss der die Kaiserlich Japanische Heeresakademie im Rang eines Unterleutnants der Infanterie ab. Zu seinen Klassenkameraden dort gehörten unter anderem der spätere Premierminister Abe Nobuyuki und die Generäle Matsui Iwane und Araki Sadao. 1902 machte Honjō seinen Abschluss an der Kaiserlich Japanischen Heereshochschule.
Während des Russisch-Japanischen Krieges diente er im 20. Infanterieregiment, wo er für seine Tapferkeit ausgezeichnet und zum Hauptmann befördert wurde. Nach dem Krieg diente er in verschiedenen Stabspositionen des Kaiserlich Japanischen Generalstabs.
In den Jahren 1907 und 1908 war er als Militärattaché in Peking und Shanghai stationiert. Nach seiner Rückkehr 1909 und einer Beförderung zum Major diente Honjō für die nächsten Jahre wieder in verschiedenen Stabspositionen, unter anderem als Lehrer an der Heereshochschule. 1917 wurde er zum Oberstleutnant befördert und Ende 1918, nach Ende des Ersten Weltkriegs als Militärattaché nach Europa gesandt. Bereits im folgenden Jahr kehrte er nach Japan zurück und nahm an der Sibirischen Intervention teil.
Dort befehligte er bis 1921 das 11. Regiment, bevor er sich im Anschluss bis 1924 als Berater des von Japan unterstützten Warlords Zhang Zuolin in der Mandschurei aufhielt. Während dieser Zeit wurde er 1922 zum Generalmajor befördert. Nach dem Ende seiner Beratertätigkeit übernahm er das Kommando über die 4. Japanische Infanteriebrigade.
Nachdem er 1927 zum Generalleutnant befördert worden war, übernahm Honjō 1928 das Kommando über die 10. Division. 1931 wurde er schließlich Oberbefehlshaber der Kwantung-Armee. In dieser Position gehörte er wahrscheinlich zu den Führenden Köpfen bei der Planung und Ausführung des so genannten Mukden-Zwischenfalls. Er war auch einer der Hauptmotoren der folgenden, als Mandschurei-Krise bekannten Besetzung der Mandschurei. Er handelte hierbei großteils eigenmächtig und ohne offizielle Anweisung, was in Japan zu einer Regierungskrise führte, welche eine seine Ansichten unterstützende Regierung an die Macht brachte. Daher wurde er nach seiner Abberufung als Oberbefehlshaber der Kwantung-Armee 1932 in Japan als Nationalheld gefeiert, bis 1933 in den Obersten Kriegsrat aufgenommen, mit den verschiedensten Ehrungen versehen und im japanischen Adelssystem (Kazoku) zum Baron (Danshaku) ernannt.
Nach seiner Tätigkeit im Obersten Kriegsrat wurde Honjō bis 1936 zum Aide-de-camp des Tennō Hirohito. Da ihm nach dem Putschversuch vom 26. Februar 1936 eine Beteiligung an der Verschwörung nachgesagt wurde, musste er diesen Posten jedoch räumen und sich in den Ruhestand begeben. Seine ausführlichen Tagebucheinträge aus seiner Zeit als Aide-de-camp wurden 1982 vom Verlag der Universität Tokio veröffentlicht und auch ins englische Übersetzt.
Gegen Ende des Pazifikkriegs wurde er aus dem Ruhestand zurückgerufen und diente als Mitglied des Sūmitsu-in. Nach der Kapitulation Japans wurde er auf Anweisung der amerikanischen Besetzungsbehörden interniert und sollte aufgrund seiner Rolle bei der Besetzung der Mandschurei vor ein Kriegsverbrechertribunal gestellt werden. Er beging jedoch noch vor Prozessbeginn rituellen Selbstmord. Sein Grab befindet sich auf dem Friedhof Tama bei Tokio.